# FC Petrolul Ploiești
Az FC Petrolul Ploiești román labdarúgócsapat, melynek székhelye Ploieștiben található. Jelenleg a román labdarúgó-bajnokság másodosztályában szerepel. Színei: kék-sárga
Hazai mérkőzéseiket a 15000 fő befogadására alkalmas Ilie Oană Stadionban játsszák.

## Történet
A klubot 1924-ben alapították Juventus București néven. Hat évvel később megszerezték első román bajnoki címüket (1929–30), amit a későbbiekben további három követett (1957–58, 1958–59, 1965–66). A román kupát három alkalommal sikerült ezidáig elhódítaniuk. Legjobb nemzetközi szereplésüket a vásárvárosok kupájának 1962–63-as sorozatában érték el, amikor a negyeddöntőig jutottak, de itt a Ferencváros ellen kiestek.
A 2012–13-as szezonban a harmadik helyen végeztek a román első osztályban és megnyerték a román kupát, aminek eredményeként indulhattak az Európa-liga 2013–14-es kiírásában.

### Névváltoztatások
Története során több alkalommal is megváltoztatták a klub elnevezését. Ezek sorrendben a következőképpen alakultak.
| Időszak   | Elnevezés             |
| --------- | --------------------- |
| 1924–1947 | Juventus București    |
| 1947–1948 | Distribuția București |
| 1948–1949 | Petrolul București    |
| 1949–1950 | Competrol București   |
| 1950–1951 | Partizanul București  |
| 1951–1952 | Flacăra București     |
| 1952–1956 | Flacăra Ploiești      |
| 1956–1957 | Energia Ploiești      |
| 1957–1992 | Petrolul Ploiești     |
| 1992–1993 | FC Ploiești           |
| 1993–     | Petrolul Ploiești     |

## Sikerei
Liga I
- Bajnok (4): 1929–30, 1957–58, 1958–59, 1965–66
- Ezüstérmes (3): 1925–26, 1955, 1961–62

Liga II
- Bajnok (8): 1940–41, 1954, 1976–77, 1981–82, 1984–85, 1988–89, 2002–03, 2010–11
- Ezüstérmes (1): 1980–81

Román kupa
- Győztes (3): 1962–63, 1994–95, 2012–13
- Döntős (1): 1952

Román szuperkupa
- Döntős (2): 1995, 2013

## Jelenlegi keret
2017. szeptember állapotoknak megfelelően.
| #  |     | Poszt | Név                          |
| -- | --- | ----- | ---------------------------- |
| 1  | ROU | K     | Ionuț Marinică               |
| 12 | ROU | K     | Mirel Bolboașă               |
| 22 | ROU | K     | Raul Botezan                 |
| 3  | ROU | V     | Jean Prunescu (Vice-Captain) |
| 4  | ROU | V     | Mihai Velisar                |
| 15 | ROU | V     | Alberto Olaru                |
| 16 | ROU | V     | Valentin Țicu                |
| 20 | ROU | V     | Răzvan Catană                |
| 30 | ROU | V     | Gabriel Frîncu               |
| 6  | ROU | KP    | Paul Antoche                 |
| 7  | ROU | KP    | Alexandru Ciocâlteu          |
| 8  | ROU | KP    | Tiberiu Nițescu              |

| #  |     | Poszt | Név                           |
| -- | --- | ----- | ----------------------------- |
| 10 | ROU | KP    | Claudiu Tudor (Captain)       |
| 11 | ROU | KP    | Nini Popescu                  |
| 17 | ROU | KP    | Dragoș Gheorghe               |
| 21 | ROU | KP    | George Dumitru                |
| 23 | ROU | KP    | Alexandru Puchea              |
| 29 | ROU | KP    | Tudor Şaim                    |
| 33 | ROU | KP    | Marius Chindriș               |
| 9  | ROU | CS    | Adrian Vintilă                |
| 14 | ROU | CS    | Georgian Păun (Third Captain) |
| 26 | ROU | CS    | Cosmin Lambru                 |
| 27 | ROU | CS    | Roland Stănescu               |
| 28 | ROU | CS    | Sergiu Arnăutu                |